# Otto I van Weimar
Otto I van Weimar-Orlamünde (ca. 1020 - 1067) was de jongste zoon van graaf Willem III van Weimar en Oda, dochter van markgraaf Thietmar van de Saksische Oostmark. In 1039 was hij graaf van Orlamünde geworden en in 1062 volgde hij zijn broer Willem op als markgraaf van Meißen en graaf van Weimar. In 1066 werd Otto voogd van de kathedraal van Merseburg. Otto was getrouwd met Adela van Brabant (ca. 1030 - 1083), lange tijd verkeerdelijk beschouwd als dochter van Lambert II van Leuven, maar vermoedelijk dochter van Reinier van Leuven, zoon van Lambert I van Leuven.
Na zijn dood werden de graafschappen van Weimar en Orlamünde als één graafschap Weimar-Orlamünde beschouwd, hoewel de gebieden niet aaneengesloten waren. Zijn neef Ulrich I van Weimar volgende hem op in Weimar-Orlamünde, Egbert I van Meißen van het huis Brunswijk werd beleend met het Markgraafschap Meißen.
Otto en Adela hadden drie dochters:
- Adelheid (ca. 1055 - 28 maart 1100), erfdochter van Weimar-Orlamünde, gehuwd met Adalbert II van Ballenstedt, Herman II van Lotharingen en Hendrik van Laach;
- Oda (-1111), gehuwd met markgraaf Egbert II van Meißen;
- Cunigunde, in 1073 gehuwd met vorst Jaropolk van Toerow (-1087), met Kuno van Northeim, en in 1110 met Wiprecht van Groitzsch.

Adelheid hertrouwde (1069) met markgraaf Dedo I van de Lausitz. Hij was weduwnaar van Oda, de moeder van Otto. Dedo en Adelheid kregen twee kinderen:
- Hendrik I van Eilenburg
- Koenraad, gesneuveld tegen de Slaven